# قلعة آتيل
قلعة آتِيل، قلعة تاريخيَّة قديمة من ناحية الزَّوَزان، وهي كورة حسنة تتوسط جبال أرمينية، وأخلاط، وأذربيجان، وديار بكر، والموصل. تُعد قلعة آتيل من قلاع الأكراد البُختيَّة.

### فهرس المنشورات
1. ↑  الحموي (1977)، ج. 1، ص. 51.

### معلومات المنشورات كاملة
الكتب مرتبة حسب تاريخ النشر
- ياقوت الحموي (1977)، معجم البلدان (ط. 1)، بيروت: دار صادر، OCLC:1014032934، QID:Q114913343